# 半路礁
半路礁位于中国南沙群岛东南部，因地处五方礁与仙宾礁之间，分别相距25海里，故名。低潮时露出，附近有锚地。1983年中华人民共和国中国地名委员会公布的标准名称为“半路礁”。中国渔民向称“半路”、“半路线”，西方文献一般称为“Hardy Reef”。